# Marcel Simon (historien)
Pour les articles homonymes, voir Marcel Simon (acteur) et Simon.
Marcel Simon, né le 10 avril 1907 à Husseren-Wesserling et mort le 26 octobre 1986 à Strasbourg, est un historien des religions.

## Biographie
Il fait ses études au collège de Thann, puis au lycée Louis-le-Grand, puis à l'École normale supérieure. Reçu à l'agrégation d'histoire, il devient pensionnaire de l'École française de Rome, où il retrouve son ami Henri-Irénée Marrou.
Il contribue à la Libération par son engagement dans la Brigade Alsace-Lorraine commandée par André Malraux.
Il connait la culture nordique, la culture hébraïque et juive, et le monde de l'islam. Il fonde à Strasbourg l'Institut d'Histoire des Religions et le Centre de Recherche d'Histoire des Religions. C'est un spécialiste des relations entre le christianisme et le judaïsme dans le christianisme primitif.
Doyen de la Faculté des Lettres de Strasbourg de 1948 à 1963, il est membre de l'Institut de France (Académie des inscriptions et belles-lettres) et membre de l'Académie de Norvège.
Il écrit et publie en 1938, avec Raymonde Simon, son épouse historienne, un manuel d'Histoire Orient Grèce Rome. Veuf, il se remarie avec Odile Kraft, décédée en 2012 à 88 ans.
Il est commandeur de l'Ordre du Mérite , Officier de la Légion d'Honneur , Croix de Guerre 39/45.

## Publications
- Les Sectes juives au temps de Jésus, PUF, 1960
- Verus Israël, les relations entre juifs et chrétiens dans l'empire romain (135-425), Première édition de Boccard en 1948, 2e édition en 1983 (recension par Bernhard Blumenkranz)

- Prix Bordin 1949 de l’Académie des inscriptions et belles-lettres.
- Le Judaïsme et le Christianisme antique, d'Antiochus Épiphane à Constantin (avec André Benoît), PUF, 5e édition 1996
- Hercule et le christianisme Presses universitaires de Strasbourg, 1995
- Les Premiers Chrétiens, PUF, 1952
- L' anglicanisme,  Paris, Armand Colin, collection U2, 1969
- Historiens et exégètes, Les rapports du christianisme naissant avec le judaïsme, Texte remanié d'émissions diffusées en 1980-1981 par Radio Canada. (en collaboration), Cerf, 1983
- La Civilisation de l'Antiquité et le christianisme, Paris, Arthaud, « Les grandes civilisations », 1972
- « Histoire ancienne du christianisme », Revue historique n° 458, avril-juin 1961
- « Les manuscrits de la mer Morte », Revue historique n° 204, 1950